# Oberschröttenloh
Oberschröttenloh ist eine Gemeindeteil des Marktes Altomünster im oberbayerischen Landkreis Dachau. Dort leben sechs Einwohner (Stand: 25. Mai 1987).
Die Einöde liegt etwa sechs Kilometer westlich des Hauptortes und einen Kilometer nördlich des Kirchdorfs Kiemertshofen, zu dem der Ort historisch gehört. Mit der Eingemeindung von Kiemertshofen am 1. Januar 1977 kam er zu Altomünster.